# Baronissi
Baronissi é uma comuna italiana da região da Campania, província de Salerno, com cerca de 15.114 habitantes.

## Geografia
Estende-se por uma área de 17 km², tendo uma densidade populacional de 889 hab/km². Faz fronteira com Castiglione del Genovesi, Cava de' Tirreni, Fisciano, Mercato San Severino, Pellezzano, Salerno.

## Demografia
| Variação demográfica do município entre 1861 e 2011                               |
|                                                                                   |
| Fonte: Istituto Nazionale di Statistica (ISTAT) - Elaboração gráfica da Wikipedia |